# CS Miramar Misiones
Club Sportivo Miramar Misiones of Miramar Misiones is een Uruguayaanse voetbalclub uit Montevideo. De club is ontstaan uit een fusie tussen Miramar en Misiones, in juni 1980. De kleuren van beide clubs zijn verwerkt in de huidige clubkleuren en shirts. Wat opmerkelijk aan deze fusie was dat de twee clubs elkaars grote rivalen waren. Beide clubs hebben hun oorsprong in dezelfde buurt van Montevideo. In het seizoen 2013 promoveerde de club terug naar de Primera División, de hoogste divisie van Uruguay.

## Erelijst
- Segunda División

1942, 1953 en 1986

## Bekende (oud-)spelers
- William Castro
- Álvaro Pereira

Albion · 
Atenas · 
Central Español · 
Cerrito · 
Juventud ·
Racing ·
Rampla Juniors ·
Rocha ·
Sud América · 
Tacuarembó · 
Villa Española · 
Villa Teresa